# Srečko Carli
Srečko Carli (v rojstni knjigi Zarli), slovenski učitelj, zborovodja in skladatelj, * 17. november 1852, Tolmin, † 5. marec 1878, Tolmin.
Rodil se je v družini tolminskega trgovca Luke Zarlija. Oče je bil trikrat poročen, iz drugega zakona z Marijo Gabrščik sta bila med osmimi otroki tudi Srečko in Alojzij Carli. Srečko Carli je po končanem učiteljišču v Gorici nastopil službo učitelja v Kobaridu. Tu je vodil čitalniški pevski zbor in 1877 v tridobnem taktu mazurke uglasbil Petra Podreke pesem Slavljanka na Beneškem, ki je praizvedbo pod naslovom Slavljanska mazurka doživela na prireditvi kobariške čitalnice 15. julija 1877. Za mešani pevski zbor je zložil pesem Ptici. Umrl je v 26. letu starosti za jetiko.